# 立花胡桃
立花 胡桃（たちばな くるみ、1980年（昭和55年）11月7日 - ）は、日本の作家、元タレント、プロデューサー。埼玉県春日部市出身。芸能活動時はテイクオフに所属していた。

## 来歴・人物
18歳から8年間にわたってキャバクラに勤務した。自身を“カリスマキャバクラ嬢”として題材とした自著『ユダ』で作家デビューした。この自著『ユダ』は処女作ながら、のちに映画化される運びともなった。
“元カリスマキャバ嬢”や“伝説のキャバ嬢”などの代名詞を持つ。またテレビ番組『モーニングバード』や『サンデージャポン』に出演した
。
私生活では、2010年に14歳年上の芸能事務所の取締役と結婚し、妊娠する。翌2011年2月、出産した。
しかし、結婚直後から別居をしていて、「別居婚だと久々に会って新鮮さがあるからいい」と主張している。2017年12月31日、自分のブログで離婚を発表した。子供の親権は立花が持つ。
2019年3月31日をもって芸能界を引退し、前年10月から専門学校に通い保育士に転身する事を発表した。

## 主な出演

### テレビ
- ドォーモ（九州朝日放送、2010年12月）
- さきっちょ（テレビ朝日、2010年11月）
- ものまね新人ウォーズ（TBS、2010年10月）
- 世界のコワーイ女たち ホントにあった!仰天事件簿SP（TBS、2010年8月、9月）
- 愛のお悩み解決!シアワセ結婚相談所（日本テレビ、2010年6月）
- アカデミーナイト（TBS、2010年4月 - ）
- サンデージャポン（TBS、2009年9月 - 2013年6月30日）
- 情報満載ライブショー モーニングバード!（テレビ朝日、2011年4月 - 2015年3月） - 水曜レギュラー
- バラいろダンディ（TOKYO MX、2015年4月 - 2019年3月） - 金曜レギュラー

ドラマ
- ハンマーセッション! 第5話（TBS） - くるみ役
- 嬢王3 〜Special Edition〜 第10・11話（テレビ東京） - 奈緒役

### 雑誌
- Ray（主婦の友社）『毒女の生きざま』
- 週刊プレイボーイ（集英社）『恋愛裏作法』

## 出版
- 「ユダ」文庫本、上・下巻（幻冬舎）
- 「ユダ」上・下巻（祥伝社）2009年6月23日